# Heikki V. Tuominen
Heikki Ville Tuominen, född 23 juni 1914 i Åbo, död 21 oktober 1985 i Esbo, var en finländsk geolog.
Tuominen blev student 1933, filosofie kandidat och magister 1945 (vid Helsingfors universitet) samt filosofie licentiat och doktor 1957 (vid Åbo Akademi). Han var huvudgeolog vid Suomen Malmi Oy 1945–1953 och 1954–1957, assistant professor i geologi vid Lehigh University i Pennsylvania 1953–1954, associate professor 1957–1960, gruvgeolog vid Outokumpu Oy i Korsnäs 1960–1963, FN-expert vid Filippinernas universitet 1963–1965, äldre forskare vid statens kommission för teknisk vetenskap 1965–1968, blev docent i geologi vid Tekniska högskolan i Helsingfors 1965 samt var professor i geologi och mineralogi vid Helsingfors universitet 1968–1981.
Tuominen var ordförande för Geologiska sällskapet i Finland 1967 och för Internationella geologiska unionens finländska kommitté 1969–1972. Han författade skrifter inom byggnadsgeologi och petrologi.